# Коннектикутский колледж
Коннектикутский колледж (англ. Connecticut College) — частный гуманитарный колледж, расположенный в городе Нью-Лондон, штат Коннектикут, США. Основан в 1911 году.
В рейтинге U.S. News & World Report 2023 года занимает 39 место среди гуманитарных вузов США.

## История
Основан в 1911 году как Коннектикутский колледж для женщин, в ответ на закрытия приема для женщин в Уэслианском университете (Мидделтаун, штат Коннектикут). В 1969 году стал называться Коннектикутский колледж, так как стал принимать и мужчин.
В 1931 году на территории кампуса колледжа основан дендрарий.

## Известные выпускники
- Боуи, Анджела — американская модель, актриса и музыкант
- Вершбоу, Лиса — американский ювелир, интерьерный дизайнер, искусствовед и коллекционер, почётный зарубежный член Российской Академии Художеств
- Дефранц, Анита — гребчиха, выступавшая за сборную США по академической гребле, бронзовая призёрка летних Олимпийских игр в Монреале, обладательница серебряной медали чемпионата мира, также известна как спортивный функционер, член Международного олимпийского комитета.
- Лоуэлл, Скотт — американский актёр
- Орсер, Лиленд — американский актёр
- Парсонс, Эстель — американская актриса, обладательница премии Оскар
- Риверз, Джоан — американская актриса, обладательница премии Эмми
- Сент-Джеймс, Сьюзан — американская актриса, обладательница премии Эмми
- Спайсер, Шон — пресс-секретарь 45-го президента США Дональда Трампа

## Вилльямс школа
При колледже работает высшая школа — Школа Уильямса, среди выпускников которой певица Кэсси Вентура и актёр Джесси Меткалф.